# Верхня Польова
Ве́рхня Польова́ (рос. Верхняя Полевая) — село у складі Шадрінського району Курганської області, Росія. Адміністративний центр Красномильської сільської ради.
Населення — 740 осіб (2010, 738 у 2002).
Національний склад станом на 2002 рік: росіяни — 96 %.